# Ipomoea rojasii
Ipomoea rojasii är en vindeväxtart som beskrevs av Hassler. Ipomoea rojasii ingår i släktet praktvindor, och familjen vindeväxter. Inga underarter finns listade i Catalogue of Life.